# Arthrobotrys perpasta
Arthrobotrys perpasta är en svampart som först beskrevs av R.C. Cooke, och fick sitt nu gällande namn av Jarow. 1970. Arthrobotrys perpasta ingår i släktet Arthrobotrys och familjen vaxskålar.   Inga underarter finns listade i Catalogue of Life.